# Selección de fútbol playa de Vietnam
La Selección de fútbol playa de Vietnam es el equipo que representa al país en la Copa Mundial de Fútbol Playa de FIFA, en el Campeonato de Fútbol Playa de la AFC, en los Juegos de Playa de Asia y en el Campeonato de Fútbol Playa de la AFF; y es controlada por la Federación de Fútbol de Vietnam.

## Estadísticas

### Copa Mundial de Fútbol Playa FIFA
| Copa Mundial de Fútbol Playa FIFA | Copa Mundial de Fútbol Playa FIFA | Copa Mundial de Fútbol Playa FIFA | Copa Mundial de Fútbol Playa FIFA | Copa Mundial de Fútbol Playa FIFA | Copa Mundial de Fútbol Playa FIFA | Copa Mundial de Fútbol Playa FIFA | Copa Mundial de Fútbol Playa FIFA |
| Año                               | Ronda                             | J                                 | G                                 | G+                                | P                                 | GF                                | GC                                |
| --------------------------------- | --------------------------------- | --------------------------------- | --------------------------------- | --------------------------------- | --------------------------------- | --------------------------------- | --------------------------------- |
| 2005 - 2013                       | No participó                      | No participó                      | No participó                      | No participó                      | No participó                      | No participó                      | No participó                      |
| 2015                              | No clasificó                      | No clasificó                      | No clasificó                      | No clasificó                      | No clasificó                      | No clasificó                      | No clasificó                      |
| 2017                              | No clasificó                      | No clasificó                      | No clasificó                      | No clasificó                      | No clasificó                      | No clasificó                      | No clasificó                      |
| 2019                              | No clasificó                      | No clasificó                      | No clasificó                      | No clasificó                      | No clasificó                      | No clasificó                      | No clasificó                      |
| 2021                              | No clasificó                      | No clasificó                      | No clasificó                      | No clasificó                      | No clasificó                      | No clasificó                      | No clasificó                      |
| Total                             | 0/11                              | -                                 | -                                 | -                                 | -                                 | -                                 | -                                 |

### Copa Asiática de Fútbol Playa
| Copa Asiática de Fútbol Playa | Copa Asiática de Fútbol Playa | Copa Asiática de Fútbol Playa | Copa Asiática de Fútbol Playa | Copa Asiática de Fútbol Playa | Copa Asiática de Fútbol Playa | Copa Asiática de Fútbol Playa | Copa Asiática de Fútbol Playa |
| Año                           | Ronda                         | J                             | G                             | G+                            | P                             | GF                            | GC                            |
| ----------------------------- | ----------------------------- | ----------------------------- | ----------------------------- | ----------------------------- | ----------------------------- | ----------------------------- | ----------------------------- |
| 2006 - 2013                   | No participó                  | No participó                  | No participó                  | No participó                  | No participó                  | No participó                  | No participó                  |
| 2015                          | Fase de grupos                | 3                             | 0                             | 0                             | 3                             | 11                            | 14                            |
| 2017                          | No participó                  | No participó                  | No participó                  | No participó                  | No participó                  | No participó                  | No participó                  |
| 2019                          | No participó                  | No participó                  | No participó                  | No participó                  | No participó                  | No participó                  | No participó                  |
| Total                         | 1/9                           | 3                             | 0                             | 0                             | 3                             | 11                            | 14                            |

### Asian Beach Games
| Asian Beach Games Record | Asian Beach Games Record | Asian Beach Games Record | Asian Beach Games Record | Asian Beach Games Record | Asian Beach Games Record | Asian Beach Games Record | Asian Beach Games Record | Asian Beach Games Record |
| Año                      | Resultado                | Pos.                     | J                        | G                        | E                        | P                        | GF                       | GC                       |
| ------------------------ | ------------------------ | ------------------------ | ------------------------ | ------------------------ | ------------------------ | ------------------------ | ------------------------ | ------------------------ |
| 2008                     | Fase de grupos           | 9/16                     | 3                        | 2                        | 0                        | 1                        | 12                       | 12                       |
| 2010                     | Fase de grupos           | 13/16                    | 3                        | 0                        | 0                        | 3                        | 9                        | 17                       |
| 2012                     | Fase de grupos           | 9/15                     | 3                        | 1                        | 0                        | 2                        | 7                        | 10                       |
| 2014                     | 4.º lugar                | 4/13                     | 6                        | 2                        | 1                        | 3                        | 20                       | 26                       |
| 2016                     | Por disputarse           | Por disputarse           | Por disputarse           | Por disputarse           | Por disputarse           | Por disputarse           | Por disputarse           | Por disputarse           |
| 2018                     | Por disputarse           | Por disputarse           | Por disputarse           | Por disputarse           | Por disputarse           | Por disputarse           | Por disputarse           | Por disputarse           |
| Total                    | Mejor: 4.º lugar         | 4/4                      | 15                       | 5                        | 1                        | 9                        | 49                       | 65                       |

### AFF Beach Soccer Championship
| Asean Championship Record | Asean Championship Record | Asean Championship Record | Asean Championship Record | Asean Championship Record | Asean Championship Record | Asean Championship Record | Asean Championship Record | Asean Championship Record |
| Año                       | Resultado                 | Pos.                      | J                         | G                         | E                         | P                         | GF                        | GC                        |
| ------------------------- | ------------------------- | ------------------------- | ------------------------- | ------------------------- | ------------------------- | ------------------------- | ------------------------- | ------------------------- |
| 2014                      | Finalista                 | 2/8                       | 5                         | 3                         | 0                         | 2                         | 24                        | 15                        |
| Total                     | Mejor: Finalista          | 1/1                       | 5                         | 3                         | 0                         | 2                         | 24                        | 15                        |